# صمويل جونسون
صمويل جونسون (بالإنجليزية: Samuel Johnson)‏ (من مواليد 18 سبتمبر من عام 1709 أو 7 ديسمبر وفقًا لنظام التأريخ القديم، وتوفي في 13 ديسمبر من عام 1784)، الذي يُشار إليه في بعض الأحيان باسم «الدكتور جونسون»: هو كاتب إنجليزي قدم العديد من المساهمات الأدبية الراسخة في الأدب الإنجليزي، بصفته شاعرًا ومؤلفًا مسرحيًا، وكاتب مقالات، وفيلسوفً أخلاقيًا، وناقدًا أدبيًا، وكاتب سيرة ذاتية، ومحررًا، ومُعجَميّاً. كان جونسون أنجليكانيًا متدينًا، وكان –من الناحية السياسية- أحد أتباع الحزب المحافظ. يصف قاموس أوكسفورد للسِيَر الوطنية جونسون فيقول «من الممكن القول بأن صمويل جونسون هو أكثر الشخصيات تميزًا في التاريخ الإنجليزي». ألف جيمس بوسويل كتابًا حول جونسون، وعنونه «حياة صمويل جونسون»، وهو الكتاب الذي وصفه والتر جاكسون بيت بأنه «العمل الأكثر شهرة من بين كل أعمال السيرة الذاتية في الأدب».
وُلد صمويل جونسون في مدينة ليتشفيلد الواقعة في مقاطعة ستافوردشاير وسط إنجلترا، والتحق بكلية بمبروك، في أوكسفورد، لمدة عام واحد تقريبًا، إذ أُجبر على ترك الجامعة لفقر حاله. انتقل جونسون، بعد عمله مدرسًا إلى لندن حيث بدأ الكتابة لمجلة «ذا جنتلمان». شملت الأعمال الكتابية الأولى لجونسون سيرة حياة السيد ريتشارد سافاج، وقصائد لندن، وقصيدة غرور الأماني البشرية، ومسرحية آيرين.
نشر جونسون في عام 1755 -بعد تسعة أعوام من العمل المستمر- «قاموسًا للغة الإنجليزية». كان لهذا القاموس تأثير بعيد المدى على اللغة الإنجليزية الحديثة، ونال شهرة واسعة كونه «واحدًا من أعظم الإنجازات المعرفية». توسعت القاعدة الجماهيرية لجونسون بعد هذا العمل الاستثنائي كثيرًا. ظل قاموس جونسون هو القاموس البريطاني الأبرز إلى أن ظهر قاموس أوكسفورد الإنجليزي بعد 150 عامًا. تضمنت أعمال جونسون اللاحقة العديد من المقالات، ونسخات من مسرحيات شكسبير تشمل حواشيَ تفسيرية، وقصة «تاريخ راسيلاس، أمير الحبشة» المشهورة على نطاق واسع. أصبح جونسون بحلول عام 1763 صديقًا للكاتب والمهندس الاستكتلندي جيمس بوزويل، الذي رافقه لاحقًا في رحلته إلى اسكتلندا، ألف جونسون كتاب «رحلة إلى جزر اسكتلندا الغربية» ووصف فيه رحلاته المشتركة مع بوزويل إلى تلك الجزر. أنتج جونسون في نهاية حياته كتابًا ضخمًا مؤثرًا إلى حد بعيد يتحدث عن مجموعة من السير الذاتية والتقييمات لشعراء القرن السابع عشر والثامن عشر، حمل عنوان «حياة أبرز الشعراء الإنجليز».
كان جونسون رجلًا قويًا وطويل القامة، وتسببت بعض إيماءاته وتشنجاته اللاإرادية الغريبة بنفور بعض الأشخاص منه عند اللقاء الأول. وثّق بوزويل في كتابه «حياة» –بالإضافة إلى عدد من كتب السير الذاتية الأخرى- سلوكيات جونسون بالتفصيل، لدرجة إبلاغه عن تشخيص إصابة جونسون بمتلازمة توريت بعد وفاته، وهي حالة لم تكن تُعرف أو تُشخص في القرن الثامن عشر. توفي جونسون -بعد إصابته بمجموعة من الأمراض- مساء يوم 13 من شهر ديسمبر عام 1784، ودفن في دير وستمنستر. بدأ النقاد في السنوات التي تلت وفاة جونسون بالاعتراف به على أنّه الناقد الحقيقي الوحيد للأدب الإنجليزي، وبتأثيره طويل الأمد على النقد الأدبي.

## حياته الشخصية والمهنية

### النشأة والتعليم
وُلد صمويل جونسون في 18 سبتمبر من عام 1709، لأبوين هما بائع الكتب مايكل جونسون، وسارة فورد جونسون. جرت عملية الولادة في منزل العائلة الواقع فوق مكتبة والده في مدينة ليتشفيلد في مقاطعة ستافوردشاير، وكانت والدته -عندما أنجبته- في الأربعين من عمرها، واعتبر حمل والدته به حملًا متأخرًا بشكل غير اعتيادي، لذلك اضطرت العائلة إلى اتخاذ احتياطات إضافية لعملية الولادة، وطلبت قابلًا (رجلًا) وجراحًا ذو سمعة عظيمة اسمه «جورج هيكتور» للمساعدة في عملية الولادة. لم يبكِ المولود صمويل بعد اللحظات الأولى من ولادته، وكانت هناك العديد من المخاوف على صحته. صاحت خالته لحظة الولادة بأنها «لم تكن لتلتقط مثل هذا المخلوق الهزيل في حال رأته في الشارع». خشيت العائلة من احتمالية وفاة الطفل جونسون، واستدعت كاهن كنيسة القديسة ماري لتعميده. اختير للطفل صمويل أبوين روحيين اثنين، وهما صمويل سوينفن، وهو طبيب تخرج من كلية بيمبروك في أوكسفورد، وريتشارد ويكفيلد، المحامي والمحقق في الطب الشرعي، وكاتب محكمة مدينة ليتشفيلد.
تحسنت صحة جونسون مع الوقت، واضطرت العائلة لاستئجار المرضعة «جون ماركلو» لإرضاعه. أُصيب صمويل جونسون بعد فترة قصيرة من ذلك بمرض التهاب العقد اللمفاوية العنقية السلي، المعروف في ذلك الوقت باسم «شر الملك» لشيوع فكرة تمكن العائلة الحاكمة من شفائه في ذلك الوقت. أوصى السير جون فلوير، الطبيب السابق للملك تشارلز الثاني، بأن يتلقى الفتى جونسون «اللمسة الملكية»، تجاوبت عائلة جونسون مع هذه النصيحة، وطلبت ذلك من الملكة آن التي لبت الطلب في 30 مارس 1712، لكن دون جدوى، اضطر جونسون في نهاية الأمر إلى الخضوع لعمل جراحي ترك ندوبًا دائمة على وجهه وجسده. لم يكن والد صمويل –بعد ولادة ابنه الثاني ناثانييل بعد بضعة أشهر من العمل الجراحي لصمويل- قادرًا على سداد الديون المتراكمة عليه على مر السنين، ولم تعد العائلة قادرةً على الحفاظ على مستوى المعيشة الذي اعتادت عليه.
أظهر صمويل علامات ذكاء استثنائية خلال فترة طفولته، واعتاد والداه أن يتباهيا بإنجازاته المكتسبة حديثًا (الأمر الذي رفضه صمويل عندما في فترة لاحقة من حياته). بدأ جونسون بتلقي التعليم في سن الثالثة إذ حملت والدته على عاتقها مهمة تعليمه، وجعلته يقرأ ويحفظ مقاطع من كتاب الصلاة المشتركة. أُرسل صمويل جونسون –عندما أصبح في سن الرابعة- إلى مدرسة قريبة، وأرسل في سن السادسة إلى صانع أحذية متقاعد -لمدة عام واحد- لمواصلة تعليمه عنده، التحق جونسون بعد ذلك بمدرسة ليتشفيلد لتعلم قواعد اللغة، وتفوق فيها باللغة اللاتينية. بدأ جونسون في هذه الفترة من حياته بإظهار تشنجات لاإرادية أثرت فيما بعد على الطريقة التي تفاعل بها الناس معه، وشكلت الأساس لتشخيصه فيما بعد بمتلازمة توريت. تفوق صمويل في دراسته، وتلقى ترقية إلى المستوى الأعلى في مدرسته في سن التاسعة. أصبح جونسون، خلال هذه الفترة، صديقًا لإدموند هيكتور، ابن شقيق «جورج هيكتور» القابل (الرجل) الذي تولى عملية توليده، وجون تايلور الذي بقي على اتصال معه حتى آخر أيام حياته.

## أعماله الرئيسية
|           | مقالات ونشرات ودوريات وكتيبات                                      |
|           |                                                                    |
| 1732–1733 | Birmingham Journal ‏                                                |
| 1741      | The Doctrine of the Holy Eucharist (a sermon)                      |
| 1742      | An Explanation of Scripture Prophecies Both Typical and Literature |
| 1747      | Plan for a Dictionary of the English Language                      |
| 1750–1752 | The Rambler                                                        |
| 1753–1754 | The Adventurer                                                     |
| 1756      | Universal Visitor                                                  |
| 1756-     | The Literary Magazine, or Universal Review                         |
| 1758–1760 | The Idler (1758-1760)                                              |
| 1770      | The False Alarm                                                    |
| 1771      | Thoughts on the Late Transactions Respecting Falkland's Islands    |
| 1774      | The Patriot                                                        |
| 1775      | رحلة إلى جزر اسكتلندا الغربية                                      |
| 1775      | Taxation No Tyranny                                                |
| 1781      | The Beauties Johnson                                               |
|           |                                                                    |
|           | شعر                                                                |
|           |                                                                    |
| 1738      | London                                                             |
| 1747      | Prologue at the Opening of the Theatre in Drury Lane               |
| 1749      | The Vanity of Human Wishes                                         |
| 1749      | Irene, a Tragedy                                                   |
|           |                                                                    |
|           | سير وانتقاد                                                        |
| 1744      | Life of Mr Richard Savage                                          |
| 1756      | "Life of Browne" in Thomas Browne's Christan Morals                |
| 1765      | Preface to the Plays of William Shakespeare                        |
| 1765      | The Plays of William Shakespeare                                   |
| 1779–1781 | حياة أبرز الشعراء الإنجليز                                         |
|           |                                                                    |
|           | قاموس                                                              |
|           |                                                                    |
| 1755      | Preface to a Dictionary of the English Language                    |
| 1755      | قاموس للغة الإنجليزية                                              |
|           |                                                                    |
|           | روايات قصيرة                                                       |
| 1759      | راسيلاس                                                            |

## وصلات خارجية
- صمويل جونسون على موقع الموسوعة البريطانية (الإنجليزية)
- صمويل جونسون على موقع ميوزك برينز (الإنجليزية)
- صمويل جونسون على موقع قاعدة بيانات برودواي على الإنترنت (الإنجليزية)
- صمويل جونسون على موقع إن إن دي بي (الإنجليزية)
- مؤلفات صمويل جونسون في مشروع غوتنبرغ
- كتاب مجاني: حياة جونسون على مشروع غوتنبرغ